# Campeonato Africano de Atletismo de 2024 - Revezamento 4x100 m masculino
A prova dos 4 x 100 metros estafetas masculino do Campeonato Africano de Atletismo de 2024 foi disputada nos dias 23 e 24 de junho, no Estádio de Japoma, em Duala, nos Camarões.

## Recordes
Antes desta competição, os recordes mundiais e do campeonato nesta prova eram os seguintes:
|                       | Nome                                                          | Nacionalidade | Tempo  | Local   | Data                 |
| --------------------- | ------------------------------------------------------------- | ------------- | ------ | ------- | -------------------- |
| Recorde mundial       | Nesta Carter Michael Frater Yohan Blake Usain Bolt            | Jamaica       | 36s 84 | Londres | 11 de agosto de 2012 |
| Recorde do campeonato | Henricho Bruintjies Simon Magakwe Emile Erasmus Akani Simbine | África do Sul | 38s 25 | Asaba   | 3 de agosto de 2018  |
| Recorde africano      | Thando Dlodlo Simon Magakwe Clarence Munyai Akani Simbine     | África do Sul | 37s 65 | Doha    | 4 de outubro de 2019 |

## Medalhistas
| Ouro                                                                        | Prata | Bronze |
| Gana · Fuseini Ibrahim · Isaac Botsio · Edwin Gadayi · Abdul-Rasheed Saminu | Nigéria · Kanyinsola Ajayi · Usheoritse Itsekiri · Alaba Akintola · Godson Oghenebrume · Alexander Chukwukelu* · Emmanuel Ifeanyi Ojeli* | Costa do Marfim · Gnamien Nehemie N'Goran · Ismael Koné · Arthur Gue Cissé · Kouadio Éric Kouame · Jacky Yapo Uleich Adzeu* |

*Atletas que competiram apenas nas baterias

## Cronograma
Todos os horários são locais (UTC+1).
| Data        | Hora  | Evento  |
| ----------- | ----- | ------- |
| 23 de junho | 18:36 | Bateria |
| 24 de junho | 18:40 | Final   |

## Resultados

### Bateria
Qualificação: 2 atletas de cada bateria (Q) mais os 2 melhores qualificados (q).
| Posição | Bateria | Nacionalidade   | Atletas                                                                            | Tempo | Notas |
| ------- | ------- | --------------- | ---------------------------------------------------------------------------------- | ----- | ----- |
| 1       | 1       | Costa do Marfim | Gnamien Nehemie N'Goran, Ismael Koné, Jacky Yapo Uleich Adzeu, Kouadio Éric Kouame | 39.53 | Q     |
| 2       | 1       | Senegal         | Boubacar Drame, Mamadou Fall Sarr, Omar Ndoye, Moulaye Sonko                       | 39.61 | Q     |
| 3       | 1       | Libéria         | Akeem Sirleaf, Emmanuel Matadi, Jabez Reeves, John Sherman                         | 40.00 |       |
| 1       | 2       | Botswana        | Thapelo Monaiwa, Mothusi Boitshwarelo, Tumo Stagato van Wyk, Letsile Tebogo        | 38.7  | Q     |
| 2       | 2       | África do Sul   | Bayanda Walaza, Sinesipho Dambile, Bradley Nkoana, Benjamin Richardson             | 39.0  | Q     |
| 3       | 2       | Quênia          | Meshack Babu, Mike Nyang'au, Mark Odhiambo, Samuel Waweru                          | 39.4  | q     |
| 4       | 2       | Namíbia         | Hatago Murere, Elvis Gaseb, Onesmus Nekundi, Gilbert Hainuca                       | 39.7  | q     |
| 5       | 2       | Camarões        | Ibrahima Hamayadji, Raphael Ngaguele Mberlina, Emmanuel Eseme, Appolinaire Yimra   | 40.4  |       |
| 1       | 3       | Gana            | Fuseini Ibrahim, Isaac Botsio, Edwin Gadayi, Abdul-Rasheed Saminu                  | 39.15 | Q     |
| 2       | 3       | Nigéria         | Alexander Chukwukelu, Emmanuel Ifeanyi Ojeli, Alaba Akintola, Usheoritse Itsekiri  | 39.52 | Q     |
| 3       | 3       | Gâmbia          | Sengan Jobe, Alieu Joof, Ebrahima Camara, Adama Jammeh                             | 39.79 |       |
| 4       | 3       | Essuatíni       | Mcebo Mkhaliphi, Mlandvo Maziya, Sibusiso Matsenjwa, Thandaza Zwane                | 39.82 |       |
| 5       | 3       | Benim           | Remmy Adanjo, Jerome Kounou, Jules Waiga, Didier Kiki                              | 42.41 |       |
| 99      | 3       | Zimbabwe        | Dickson Kamungeremu, Gerren Muwishi, Tapiwa Makarawu, Ngoni Makusha                | DNF   |       |

### Final
A final ocorreu dia 24 de junho às 18:40.
| Posição           | Raia | Nacionalidade   | Atletas                                                                     | Tempo | Notas |
| ----------------- | ---- | --------------- | --------------------------------------------------------------------------- | ----- | ----- |
| Medalha de ouro   | 5    | Gana            | Fuseini Ibrahim, Isaac Botsio, Edwin Gadayi, Abdul-Rasheed Saminu           | 38.63 |       |
| Medalha de prata  | 7    | Nigéria         | Kanyinsola Ajayi, Usheoritse Itsekiri, Alaba Akintola, Godson Oghenebrume   | 38.84 |       |
| Medalha de bronze | 3    | Costa do Marfim | Gnamien Nehemie N'Goran, Ismael Koné, Arthur Gue Cissé, Kouadio Éric Kouame | 39.77 |       |
| 4                 | 2    | Namíbia         | Hatago Murere, Elvis Gaseb, Onesmus Nekundi, Gilbert Hainuca                | 39.82 |       |
| 5                 | 1    | Quênia          | Meshack Babu, Mike Nyang'au, Mark Odhiambo, Samuel Waweru                   | 40.11 |       |
| 9                 | 4    | África do Sul   | Bayanda Walaza, Sinesipho Dambile, Bradley Nkoana, Benjamin Richardson      | DNF   |       |
| 9                 | 6    | Botswana        | Thapelo Monaiwa, Mothusi Boitshwarelo, Stephen Abosi, Tumo Stagato van Wyk  | DNF   |       |
| 9                 | 8    | Senegal         | Lamine Diallo, Mamadou Fall Sarr, Omar Ndoye, Moulaye Sonko                 | DNF   |       |

Legenda
| Recorde mundial       | Recorde mundial (World record)               |                       | Recorde africano                      | Recorde africano (African) |                                           | Q | Classificado por posição (Qualified) |
| Recorde do campeonato | Recorde do campeonato (Championship record)  | Recorde da América    | Recorde da América (Americas)         | q                          | Classificado por melhor tempo (Qualified) |   |                                      |
| Melhor marca do ano   | Melhor marca do ano (World leading)          | Recorde asiático      | Recorde asiático (Asian)              | DNS                        | Não largou (Did not start)                |   |                                      |
| Recorde nacional      | Recorde nacional (National record)           | Recorde europeu       | Recorde europeu (European)            | DNF                        | Não terminou (Did not finish)             |   |                                      |
| Recorde pessoal       | Recorde pessoal do atleta (Personal best)    | Recorde da Oceania    | Recorde da Oceania (Oceania)          | DSQ / DQ                   | Desclassificado (Disqualified)            |   |                                      |
| Recorde da temporada  | Recorde da temporada do atleta (Season best) | Recorde sul-americano | Recorde sul-americano (South America) | NM                         | Sem marca (No mark)                       |   |                                      |